# Степанос Апаранци
Степанос Апаранци (арм. Ստեփանոս Ապարանցի), также Степанос Мокаци (арм. Ստեփանոս Մոկացի) — армянский поэт и церковный деятель X века.

## Жизнь и творчество
Был епископом Мокка. В 970 году начинает строительство церквей св. Стефана Первомученика и св. Богородицы известного монастырского комплекса Сурб Хач (также Сурб Ншан) селения Апаран. С целью добыть финансовые средства для строительства, отправляет византийскому императору Василию II немного земли из монастыря, которая славилась своими чудодейственными свойствами. В ответ император Василий, помимо материальной помощи, дарит монастырю и реликвии из Иерусалима, в том числе и позолоченный футляр, в котором по приданию хранились частицы из одежды Девы Марии, Древа жизни и Тернового венца. На полученные средства, помимо запланированного, Степанос построил ещё три часовни. После окончания строительства проводит пышную церемонию освящения новых церквей. Присутствовавший на церемонии Григор Нарекаци впоследствии по просьбе Степаноса написал посвящённый монастырю труд «История креста Апарана» (арм. «Ապարանից խաչի պատմութիւն»).
Писал церковные гимны, известен как автор шаракана «Святыня святых» (арм. «Սրբութիւն սրբոց», 983 год), написанного по поводу пожертвований Василия II. Значительно способствовал развитию музыкально-поэтического искусства Ани. «Святыня святых» написан акростихом, состоит из 3 строф по 8 строк, первые буквы строк в каждой строфе составляют имя автора — СТЕПАНОС.